# حمض الميثاكريليك
حمض الميثاكريليك هو مركب عضوي صيغته C4H6O2، ويوجد على شكل سائل عديم اللون.

## التحضير
يحضر المركب من أكسدة إيزوبوتيلين أو ثالثي البوتانول إلى ميثاكرولين ومنه إلى حمض الميثاكريليك بإتمام الأكسدة؛ كما يمكن الحصول على المركب من نزع الهيدروجين من حمض الإيزوبوتيريك.

## الخواص
يوجد المركب في الشروط القياسية على شكل سائل، وهو يتجمد عند الدرجة 15 °س.

## الاستخدامات
يستخدم أحياناً في تركيب أظافر الأكريل الاصطناعية.